# Alice and Sparkle
Alice and Sparkle é um livro infantil ilustrado publicado em 2022 por Ammaar Reshi, um designer de produtos tecnológicos americano. Reshi criou o livro por meio do ChatGPT e do Midjourney, ambos programas de inteligência artificial, em um fim de semana, o que gerou controvérsia entre artistas, tanto em relação aos direitos autorais do livro como em relação à qualidade do texto e das ilustrações.

## Enredo
Uma garota chamada Alice descobre um grupo de seres mágicos e benignos abastecidos por inteligência artificial (IA). Ela sabe que a IA é uma ferramenta poderosa com o poder de fazer o bem ou o mal dependendo de como for usada. Um dia, ela cria seu próprio robô e o batiza de Sparkle. Como Sparkle ajuda Alice com sua lição de casa e brinca com ela, os dois logo se tornam bons amigos. Com o tempo, no entanto, Sparkle vai ficando mais poderoso e começa a tomar suas próprias decisões, o que tanto orgulha como assusta Alice. Ela sabe que é sua responsabilidade guiar Sparkle a fazer o bem em vez do mal. Juntos, Alice e Sparkle usam seu conhecimento para fazer do mundo um lugar melhor e ensinar às pessoas sobre o poder da IA. Os dois vivem felizes para sempre, espalhando a magia da tecnologia.

## Estrutura
Incluindo a dedicatória e o pós-escrito, o livro contém vinte e quatro páginas, sendo cerca de metade do conteúdo ilustrações geradas pelo Midjourney. A curtíssima história, composta de textos gerados pelo ChatGPT, contém 343 palavras. Algumas das ilustrações estão acompanhadas de descrições, tendo pelo menos uma delas sido escrita por Reshi. As aparências tanto de Alice como de Sparkle mudam consideravelmente entre as ilustrações, ainda que a de Alice seja mais consistente. De acordo com Reshi, o Midjourney não foi capaz de gerar imagens consistentes de Sparkle, então ele teve que incluir um trecho no livro dizendo que o personagem podia se transformar em "robôs de todos os formatos".

## Criação

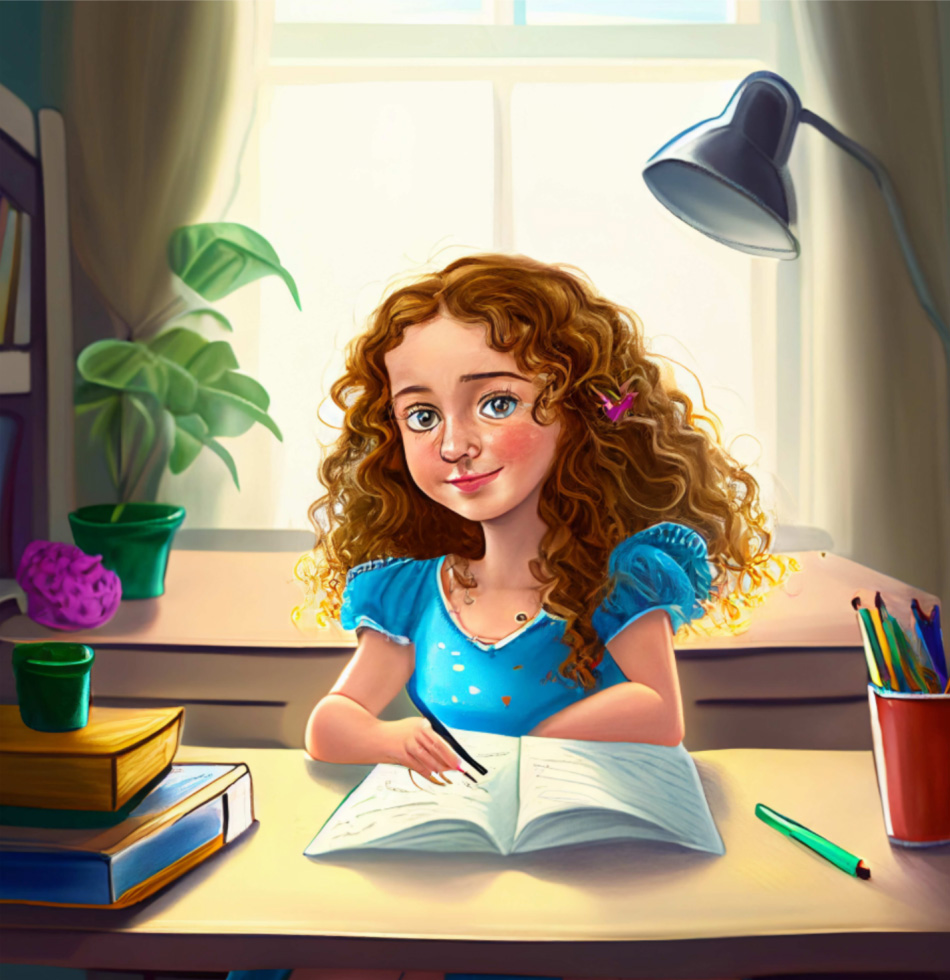
Uma imagem do livro

Ao ler um livro infantil para a filha de seu amigo, Ammaar Reshi "decidiu que queria escrever seu próprio (livro infantil)". Sem experiência alguma em escrita criativa ou ilustrações, ele optou por usar o chatbot ChatGPT para escrever a história e o gerador de imagens Midjourney para ilustrá-la. Em 4 de dezembro de 2022, 72 horas após ter tido a ideia para o livro, ele o publicou na biblioteca digital da Amazon, lançando também uma versão física no dia seguinte.

## Controvérsia
Em 9 de dezembro de 2022, Reshi fez um post no Twitter sobre sua experiência em publicar o livro, que logo se tornou viral. Reshi foi duramente criticado por artistas indignados com questões éticas relacionadas a arte gerada por inteligência artificial. Ele recebeu ameaças de morte e mensagens incentivando a automutilação por causa de sua publicação. Muitos escritores e ilustradores criticaram tanto o processo de criação como o próprio produto, afirmando que, se programas de inteligência artificial como o Midjourney são treinados com ilustrações existentes, os artistas originais deveriam ser financialmente indenizados por obras derivadas tal como Alice and Sparkle. O livro foi removido temporariamente da Amazon em janeiro de 2023 por causa de "atividades suspeitas relacionadas a avaliações" causadas por um alto volume de avaliações tanto de uma estrela como de cinco estrelas.